# Bactrocera unilateralis
Bactrocera unilateralis är en tvåvingeart som beskrevs av Drew 1989. Bactrocera unilateralis ingår i släktet Bactrocera och familjen borrflugor. Inga underarter finns listade.